# A Madagaszkár-pingvinek és a karácsonyi küldetés
A Madagaszkár-pingvinek és a karácsonyi küldetés egy háromdimenziós számítógépanimációs rövidfilm, melyet a DreamWorks Animation alkotott (a Media Ventures és a virtuóz James Dooley filmzenéjével), és filmszínházakban és DVD-n mutattak be 2005-ben. A 12 perces film a négy, néha Madagaszkár-pingvineknek nevezett Adélie-pingvin kalandjait meséli el, akik a Central Park Állatkertben élnek, és kémeknek lettek kiképezve.
A premiert 2005. október 7-én tartották a Wallace és Gromit és az elvetemült veteménylény című filmmel együtt. A rövidfilmet később tartalmazta a Madagaszkár DVD kiadása is, amely 2005. november 15-én jelent meg.
Az animációs veterán, Gary Trousdale rendezte, a producere Teresa Cheng volt és Michael Lachance írta.
Magyarországon a tévépremier a FEM3 csatornán volt 2016. május 15-én.

## Szereplők
| Szereplő           | Eredeti hang        | Magyarhang     |
| ------------------ | ------------------- | -------------- |
| Kapitány (Skipper) | Tom McGrath         | Reviczky Gábor |
| Kowalski           | Chris Miller        | Kerekes József |
| Közlegény          | Christopher Knights | Katona Zoltán  |
| Rico               | John DiMaggio       | Juhász György  |
| Idős hölgy         | Elisa Gabrielli     | Bókai Mária    |
| Ted, a jegesmedve  | Bill Fagerbakke     | Vass Gábor     |
| Portás, TV-bemondó | Sean Bishop         | Besenczi Árpád |
| Egyéb hangok       | Mitch Carter        |                |
| Egyéb hangok       | Rif Hutton          |                |
| Egyéb hangok       | Richard Miro        |                |
| Egyéb hangok       | Hope Levy           |                |
| Egyéb hangok       | Lynnanne Zager      |                |

## Történet
|  | Alább a cselekmény részletei következnek! |

A történet szerint a csapat legfiatalabb tagja, Közlegény, karácsony éjjel kioson az állatkertből, hogy ajándékot találjon a Ted nevű magányos jegesmedvének. Míg Manhattan utcáin kóborol, foglyul ejti egy idős hölgy, aki rágókának nézi, és megveszi harapós kutyájának, Csócsa úrnak. A másik három pingvin, Kapitány (Skipper), Kowalsky és Rico, kimenti Közlegényt az idős hölgy lakásából, mielőtt túl késő lenne.
|  | Itt a vége a cselekmény részletezésének! |

## Érdekességek[forrás?]
- Az idős hölgy, aki foglyul ejti Közlegényt ebben a rövidfilmben szintén szerepelt egy cameo szerepben a Madagaszkárban. Ő volt a nő, aki megverte Alexet, az oroszlánt (és némileg Melmant, a zsiráfot) a táskájával a központi pályaudvaron.
- Ez az első alkalom, amikor Rico, az egyik pingvin szereplő a Madagaszkárból, értelmesen megszólal (a Hewlett-Packard reklám óta, melyben a pingvinek a főszereplők). Először azt mondja, hogy „likőr”, majd később azt, hogy „bumm-bumm”.
- Gloria nevét nem említik meg a rövidfilm egészében, de Martyét, Alexét és Melmanét igen.
- Egy Alex játékoroszlánt láthatunk az idős hölgy szobájában. Csócsa úr, a hölgy kutyája azonban elpusztítja.
- Rico megváltozik ebben a rövidfilmben. Van egy sebhelye, őrült és tüsi haja van.
- Abban a jelenetben, amikor Közlegényt kikatapultálják a karácsonyfáról és a konyhában becsapódik, a TV-bemondó azt mondja, „…és Ryan lent van!” Ez egy nagyon finom utalás lehet Ryan közlegényre.
- A film végén, az éneklő jelenetben a jobb oldalon láthatjuk az egyik pingvint, amint azzal a bowlingbábuval táncol, mellyel a Kapitány összetévesztette Közlegényt.
- Az uszkár repülése alatt lassú mozgást alkalmaztak, és Kapitány int a kezével, a Mátrixra célozva.

## Feltűnő állatok
- Adélie-pingvin (a pingvinnégyes)
- Jegesmedve (Ted)
- Kutya (Csócsa úr)
- Ember (több karakter)
- Oroszlán (Alex)
- Zebra (Marty)
- Zsiráf (Melman)
- Víziló (Gloria)
- Csimpánz (Mason, Phil és egy névtelen harmadik)
- Krokodil (a karácsonyi dal-éneklő jelenetben látható)
- Orrszarvú (a karácsonyi dal-éneklő jelenetben látható)
- Elefánt (a fagyöngy alatt csókolózva látható)
- Teve (Hanukát ünnepelve látható)
- Tukán (a karácsonyi dal-éneklő jelenetben látható)
- Arapapagáj (a karácsonyi dal-éneklő jelenetben látható)
- Pisztráng (Kowalski csomagolja be)

## Visszatérő poénok[forrás?]
- Rico állandóan felöklendez a gyomrából egy dinamitot, és Kapitány engedélyét kéri a használatához.
- Kapitányon kívül senki se tudja a „Pingvintörvényt” – „soha ne ússz egyedül”. – A többiek a Rozmártörvényt („Ha-da-da, ha-da-da dó-da dí-da!”) is összetévesztik a másik Pingvintörvénnyel – „soha ne mártózz meg forró olajban és tésztában”.
- Közlegény keresése közben, annak érdekében, hogy könnyebben észrevegyék őt New York utcáin Kapitány, Rico és Kowalski megpróbálnak elvegyülni az arra járó katolikus apácák között.
- A csata közben Kapitány gépfegyverként használja Ricot, mint fedező tüzet és a lenyelt cukorkákat lövedékként használva.
- Kapitány számos káromkodása utalás a filmre, onnan tér vissza, mint például a „franciakulcs”.

## Fordítás
- Ez a szócikk részben vagy egészben  a   The Madagascar Penguins in a Christmas Caper című angol Wikipédia-szócikk ezen változatának fordításán alapul.  Az eredeti cikk szerkesztőit annak laptörténete sorolja fel. Ez a jelzés csupán a megfogalmazás eredetét és a szerzői jogokat jelzi, nem szolgál a cikkben szereplő információk forrásmegjelöléseként.